# ظرف (نحو)
المفعول فيه أو الظرف عند علماء النحو في اللغة العربية، هو: «الاسم المنصوب بتقدير في» وهو: أحد المفعولات، وينقسم إلى: ظرف زمان مثل: اليوم والليلة، وظرف مكان مثل: أمام وخلف. وقد ذكره الامام ابن مالك في منظومته المشهورة باسم: ألفية ابن مالك

## ظرف الزمان والمكان
المفعول فيه وهو المسمى ظرفا، عرفه الناظم ابن مالك بقوله:
الظرف هو اسم زمان -اسم وقت-، أو مكان، وهذا يشمل الظرف وغير الظرف، فحينئذ احتجنا إلى إخراج غير الظرف، قال: ضمنا معنى في، ثم قال: باطراد مراده الاحتراز من المكان المختص المنصوب بدخل ونحوه، وهذا بناء على إعرابه عنده هو— فإنه يرى أنه مفعول به بعد إسقاط الخافض، على وجه التوسع والمجاز، حينئذ بناء على هذا هو اشترط باطراد من أجل إخراج ما ذكر، فحينئذ يحتاج إلى قيد الإطراد، فإن نصبه على التوسع والمجاز حكم اللفظ، فلا يخرجه ذلك عن معنى في، وهذا هو الذي اعتبر الناظم إلى قيد الإطراد، كهنا امكث أزمنا.
ثم بين العامل فيه، فقال: فانصبه بالواقع فيه، من فعل أو شبهه، مظهرا كان ذلك الواقع، وإلا فانوه مقدرا، بمعنى أنه قد يكون ناصبه اللفظ الدال على المعنى الواقع فيه، فقد يكون فعلا، وقد يكون اسم فعل، وقد يكون مصدرا، قد يكون وصفا.. إلى آخره.
ثم له ثلاث حالات:
1. أن يكون مذكورا كالأمثلة السابقة
2. أن يكون محذوفا جوازا، كما إذا وقع في جواب سؤال، بمعنى أنه إذا دل عليه دليل.
3. أن يكون محذوفا وجوبا، وهذا في ست مسائل ذكرناها سابقا.

### أقسام ظرف الزمان والمكان
ثم قال: 
وكل وقت قابل ذاك: الوقت -اسم الزمان- ينقسم إلى مبهم ومختص، واسم المكان كذلك ينقسم إلى مبهم ومختص، كل وقت سواء كان اسم زمان أو اسم مكان.

## اسم الزمان
المختص من اسم الزمان ما دل على مقدر معلوم، يعني ما دل على مقدار من الزمن معلوم، له أول وله آخر، هذا نسميه مختصا، وإذا لم يدل على زمن معين حينئذ نسميه مبهما، مثل: حين ووقت وساعة ولحظة وزمن، نقول: هذه ألفاظ هي اسم زمان، لكنها ليست مختصة، لأنها لا تدل على وقت له أول وآخر، زمن، لو قال: سرت زمنا، ما هو هذا الزمن متى يبتديء؟ ومتى ينتهي؟ من أي يوم؟ من أي شهر؟ نقول: هذا غير معلوم. سرت لحظة، سرت وقتا.. ساعة.. -ليس الساعة المعهودة-، ساعة، حينئذ نقول: هذا مبهم؛ لأنه لا يدل على وقت معين.
وأما المختص فهو ما دل على مقدر معلوما كان، وهو المعرف بالعلمية: صمت رمضان، رمضان نقول: هذا اسم زمان مختص لماذا؟ لأنه علم على الشهر المعلوم، واعتكفت يوم الجمعة، هذا علم عند بعضهم؛ لأن الجمعة المضاف إليه علم على اليوم المعلوم، فصار من باب إضافة المسمى إلى الاسم، يوم اسمه الجمعة، اليوم هو المسمى، والاسم هو الجمعة، يكون من باب إضافة المسمى إلى الاسم، أو بـ(أل) كان معرفا أو مختصا بـ(أل)، نحو سرت اليوم، وأقمت العام، سرت اليوم هذا إذا كان بينك وبين المخاطب عهد فينصرف إليه وإلا يحمل على اليوم الحاضر، كذلك أقمت العام في مكة، يعني مثلا هذا العام، أو بالإضافة جئت زمن الشتاء، وبعضهم يمثل: صمت يوم الخميس، على أنه مضاف ومضاف إليه فتخصص بالإضافة، أو غير معلوم وهو النكرة نحو صمت يوما أو يومين أو أسبوعا أو وقتا طويلا، نقول: هذا غير معلوم، لكنه فيه نوع اختصاص لما ذكر معه، إذا قال: صمت يوما، اليوم له أول وآخر، صمت معلوم الصوم يقع من طلوع الفجر إلى غروب الشمس، إذا له أول وله آخر، هذا اختصاص، بخلاف زمن ولحظة وساعة ليس لها أول ولا آخر، لكن يوم له أول وآخر، فمن حيث الابتداء والانتهاء فهو مختص، وبعضهم عده في المبهم؛ لأنه إذا قال: صمت يوما، أي يوم هذا؟ يوم السبت أو يوم الأحد، مبهم، فيه إبهام، وبعضهم راعى عدم التعيين من حيث اليوم فأعده في المبهم، وهذا الظاهر أنه أولى، وبعضهم راعى أنه مبتدأ له أول وله أخر فعده في المختص.
كذلك أسبوعا هذا مبتديء من يوم الجمعة إلى يوم الخميس، هذا هو الأسبوع الشرعي، وأما من السبت إلى الجمعة هذا اصطلاحي، يبتديء من يوم الجمعة، أول يوم في الأسبوع هو يوم الجمعة، وينتهي بالخميس، فحينئذ نقول: إذا قال: صمت أسبوعا، عرفنا أوله وآخره، لكن أي أسبوع هذا؟ من أي شهر؟ هذا فيه نوع إبهام.
إذا له ملحظ من جهة الاختصاص من حيث له ابتداء وانتهاء، وله ملحظ من جهة الإبهام في عدم تعيين هذا الأسبوع أي أسبوع هو؟
وكذلك سرت وقتا طويلا حصل اختصاص بماذا؟ سرت يوما طويلا، بالنعت بالصفة، إذا هو في نفسه نكرة غير معلوم، لكن حصل له نوع اختصاص بالوصف، هذا ما يتعلق بالمختص، اسم زمان مختص، قد يكون بـ(أل)، قد يكون بالعلمية، قد يكون بالصفة.. بالوصف يعني، قد يكون بالإضافة، هذه أربعة أشياء تفيد الاختصاص.
إن لم يكن كذلك بأن لا يدل على شيء معين ليس له أول ولا آخر اعتبرناه مبهما، وقيل: المختص من ظرف الزمان ما يقع جواب متى، متى جئت؟ يوم الخميس، مختص، متى تسافر؟ شهر محرم، وهكذا، ما وقع في جواب متى فهو مختص، وما كـ: يوم الخميس، والمعدود، يقع في جواب كم، كم سرت؟ سرت يومين، هذا معدود، والمبهم ما لا يقع في جواب متى ولا كم، وهذا رأي ابن هشام في قطر الندى؛ قسم اسم الزمان إلى ثلاثة: مختص ومعدود ومبهم، والصواب إدخال المعدود في المختص؛ سرت يوما أو يومين أو أسبوعا أو وقتا طويلا، هذا معدود بالجملة وهو مختص، هذا الظاهر، ولو قسم هذا التقسيم الثلاثي أيضا لا بأس.

## حكمه
قال: وكل وقت قابل ذاك، الوقت بنوعيه، اسم الزمان بنوعيه المختص والمبهم، قابل ذاك، الذي هو النصب على الظرفية. إذا كل اسم زمان يصح أن ينصب على الظرفية بشرطه السابق، إذا ضمن معنى: في باطراد، إذا ضمن معنى: في باطراد صح نصبه ولا ينظر إلى التفصيل بين كونه مختصا أو مبهما.
يعني اسم الزمان يقبل النصب على الظرفية، مبهما كان نحو سرت لحظة، نقول: لحظة هذا ظرف زمان، ما نوعه مختص أو مبهم؟ مبهم، هل ضمن معنى في باطراد؟ نعم، ضمن معنى في باطراد، سرت ساعة كذلك مثله، أو مختصا إما بإضافة نحو سرت يوم الجمعة، اعتبره مضافا، وبعضهم اعتبره علما، أو بوصف سرت يوما طويلا، أو بعدد سرت يومين، أدخل العدد في المختص وهو أظهر.

## اسم المكان
وما يقبله المكان إلا مبهما: اسم المكان كذلك نوعان: مختص ومبهم، قال: وما يقبله يعني النصب على الظرفية، المكان يعني اسم المكان، إلا مبهما لا مختصا، والمراد بالمختص هنا ما له صورة وحدود محصورة، أرض لها حدود لها أول وآخر، الدار المسجد البلد المدينة، نقول: هذه مختصة لها أول ولها آخر له أقطار وحدود.
إذا ما كان له أقطار وحدود محصورة، نقول: هذا اسم مكان مختص كالمسجد والبلد والدار ونحو ذلك، والمبهم ما ليس كذلك ما ليس له أقطار محصورة، مثل أرض، الأرض هذه تصدق على الأرض كلها، ليس لها حدود، وقيل: هو ما افتقر إلى غيره في بيان صورة مسماة، وهذا سيأتي في الجهات والمقادير، أنه لا يبين المراد إلا بالتمييز أو ما بعدها، حينئذ هو مفتقر في بيان صورته وحقيقته ومسماه بما بعده.
إذا ما كان مختصا لا يصح نصبه على الظرفية، إذا كان اسم مكان مختص لا يصح نصبه على الظرفية، فإن جاء في لسان العرب ما هو منصوب وهو اسم مكان مختص، قلنا: هذا الذي ذكرناه سابقا: سكنت الشام، الشام هذا محدود، دخلت البلد، نقول: هذا محدود، نقول: هذا يحفظ ولا يقاس عليه، هو شاذ يحفظ ولا يقاس عليه، ولذلك الناظم بقوله: باطراد أخرجه، ولا نقول: هو منصوب على الظرفية، وإنما نقول: هو منصوب على التشبيه بالمفعول به، أو أصله مفعول به دخل عليه حرف جر فأسقط فانتصب على المفعولية، يعني مفعول به، إما هذا أو ذاك، وأما كونه ظرفا، وحمل على الظرف المبهم، هذا فيه نوع تكلف، وإلا الأصل أن اسم المكان المختص لا ينتصب على الظرفية مطلقا.
قال: وما هذه نافية، وكل وقت قابل ذاك، وكل هذا مبتدأ، وقت هذا مضاف إليه، قابل هذا خبر المبتدأ، كل وقت قابل، والفاعل ضمير مستتر هو، (ذاك)، المشار إليه النصب على الظرفية؛ لأنه قال: فانصبه بالواقع فيه، فأعاد الضمير على ما سبق، على اسم الإشارة (ذاك)، و(ذاك) مثل الضمير لا بد له من مرجع، والمرجع المراد به النصب على الظرفية المفهوم من قوله: فانصبه بالواقع فيه.
ثم قال: وما يقبله، (ما) نافية، يقبله الضمير يعود إلى النصب على الظرفية، المكان فاعل يقبل، إلا مبهما استثناء، وهذا حصر، يعني إثبات الحكم للمذكور ونفيه عما عداه، فلما كان اسم المكان على نوعين: مبهم ومختص، والذي يقبل النصب على الظرفية هو المبهم دون المختص حصره فيه، ونفاه عن المختص، فقال: وما نافية، يقبله المكان إلا مبهما، هذا حال من الفاعل وهو المكان، إلا مبهما يعني: لا يقبل النصب على الظرفية المكان في حال من الأحوال إلا في حال كونه مبهما.